# Wenus z Savignano

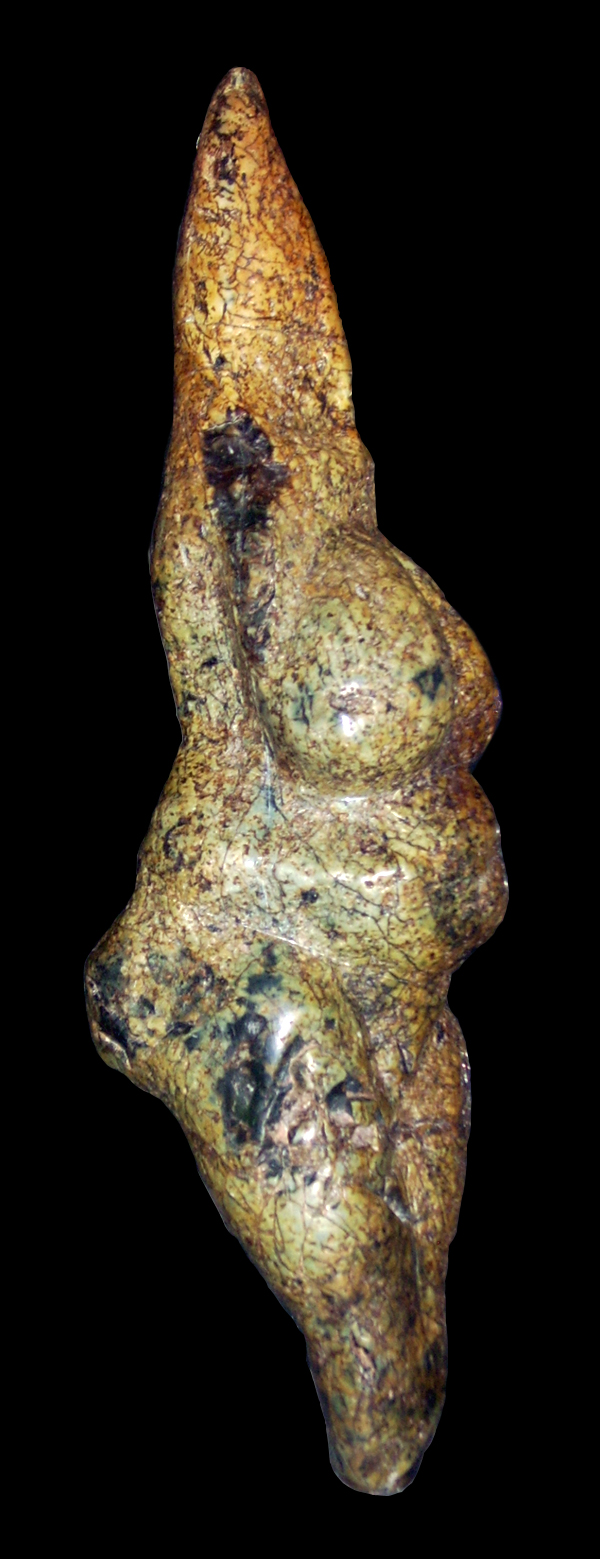
Wenus z Savignano

Wenus z Savignano – odkryta we Włoszech figurka paleolitycznej Wenus. Wykonana z żółtozielonego serpentynitu, ma 22,5 cm długości, 4,8 cm szerokości i grubość 5,2. Przedstawia schematyczną postać kobiecą z wyraźnie zaznaczonymi piersiami, brzuchem i pośladkami, delikatnie zarysowanymi rękami i pozbawioną stóp, w miejsce głowy posiadającą stożkowate zakończenie.
Figurka została znaleziona w 1925 roku w Savignano sul Panaro w prowincji Modena przez Olindo Zambelliego, w trakcie kopania fundamentów pod budynek gospodarczy. Zakupiona przez Giuseppe Graziosiego, została przekazana do Museo nazionale preistorico etnografico Luigi Pigorini w Rzymie, w którego zbiorach obecnie się znajduje. Figurka pochodzi z okresu górnego paleolitu, jednak dokładna data nie jest ustalona. Jej atrybucja przypisywana jest kulturze graweckiej lub epigraweckiej.